# إد فيليبس
إد فيليبس (بالإنجليزية: Ed Phillips) هو لاعب كرة قاعدة أمريكي، ولد في 20 سبتمبر 1944 في أدمور في الولايات المتحدة، وتوفي في 20 سبتمبر 2017 في Wells, Maine ‏ في الولايات المتحدة.

## وصلات خارجية
- إد فيليبس على موقعبيزبول رفرنس.كوم (الدوري الرئيسي) (الإنجليزية)